# Lilian Ngoyi
Lilian Masediba Matabane Ngoyi, "Mma Ngoyi", född 25 september 1911, död 13 mars 1980, var en sydafrikansk anti-apartheidaktivist och ledare inom kvinnorörelsen.

## Politisk aktivist
Mma Ngoyi började först att utbilda sig till sjuksköterska, innan hon 1945–1956 tog jobb som maskinist i en textilfabrik. Hon blev aktiv i ett fackförbund för klädtillverkare, och fick på det sättet kontakt med African National Congress, ANC. D.F. Malans apartheidregim hade 1950–1953 infört ett antal lagar vars mål var att särskilja svarta, färgade, indier och vita från varandra. 
Genom att gå in på ett postkontor och använda utrustning endast avsedd för vita deltog Ngoyi i ANC:s trotskampanj mot orättfärdiga lagar (engelska: Defiance Campaign against Unjust Laws). Hon greps av polis.

## Kvinnomarschen
Sedan 1800-talets början hade olika former av inrikespass krävts för svarta som ville resa eller förflytta sig inom Sydafrika. Genom Native Laws Amendement Act 1952 blev det olagligt för svarta män och kvinnor att vistas i ett stadsområde i mer än 72 timmar om de inte hade särskild tillåtelse till det. De enda svarta kvinnor som lagligt kunde bo i städer var makar och ogifta dötttrar till de svarta män som hade permanent vistelsetillstånd i området.
Natives (Abolition of Passes and Coordination of Documents) Act innebar att alla svarta måste bära med sig en identitetshandling kallad referensboken (engelska: the reference book), där bärarens identitet, lagliga bostadsort, skattebetalningar och eventuella vistelsetillstånd i städerna skulle registreras. Lagen gällde alla svarta över 16 års ålder, vilket innebar att kvinnor nu för första gången i större om fattning skulle tvingas bära pass. Referensboken skulle förnyas var 30:e dag.
Mma Ngoyi var engagerad i African National Congress Women's League och tillsammans med bland andra Helen Joseph, Albertina Sisulu och Sophia Williams-De Bruyn kom hon att organisera en av epokens största massdemonstrationer, där fler än 20 000 deltagare från hela landet marscherade till regeringsbyggnaderna Union Buildings i Pretoria för att överlämna sin petition. Det var Ngoyi som bankade på premiärminister J.G. Strijdoms dörr för att överlämna de många namnunderskrifterna.

## Roll inom ANC
Lilian Ngoyi var ordförande för African National Congress Women's League och senare även för Federation of South African Women. Efter Kvinnomarschen i augusti 1956 valdes hon som första kvinna in i African National Congress nationella exekutivkommitté. Hon deltog i flera internationella sammanhang för att inspirera och samla stöd för kampen mot apartheid. Hon besökte bland annat England, Tyskland, Schweiz, Kina och Sovjetunionen, där hon träffade ledare för kvinnorörelser.
Mma Ngoyi var en av de 156 personer som i december 1956 arresterades i samband med den så kallade Förräderirättegången 1956–1961. De flesta fångarna släpptes under processen, men inte Ngoyi. Under en tid släpptes fångarna mot borgen, men under en period av undantagstillstånd 1960 fängslades Ngoyi återigen trots borgen. Efter rättegången följde med början 1962 en period på 15 år där hon i olika omgångar var belagd med restriktioner och husarrest i sitt hem i Orlando, Soweto.